# Clélia Barbieri
Clélia Barbieri, na grafia italiana Clelia Barbieri, (13 de Fevereiro de 1847 - 13 de Julho de 1870) foi uma santa católica italiana e fundadora das Irmãs Mínimas de Nossa Senhora das Dores.
Ela é considerada a fundadora mais jovem de uma congregação religiosa na história da Igreja Católica, já que ela só tinha 23 anos de idade ao falecer. Barbieri quando adolescente recusou a possibilidade de se casar, mesmo quando pressionada, com o propósito de dedicar sua vida aos mais necessitados. Ela atuou como educadora por um período e depois se juntou a um movimento religioso, ação essa que a tornou uma figura notável em seu vilarejo.
A causa para sua canonização foi iniciada em 15 de março de 1930, quando recebeu o título de Serva de Deus. Barbieri foi beatificada em 27 de outubro de 1968 e finalmente canonizada em 9 de abril de 1989 pelo papa João Paulo II.